# James Jebusa Shannon

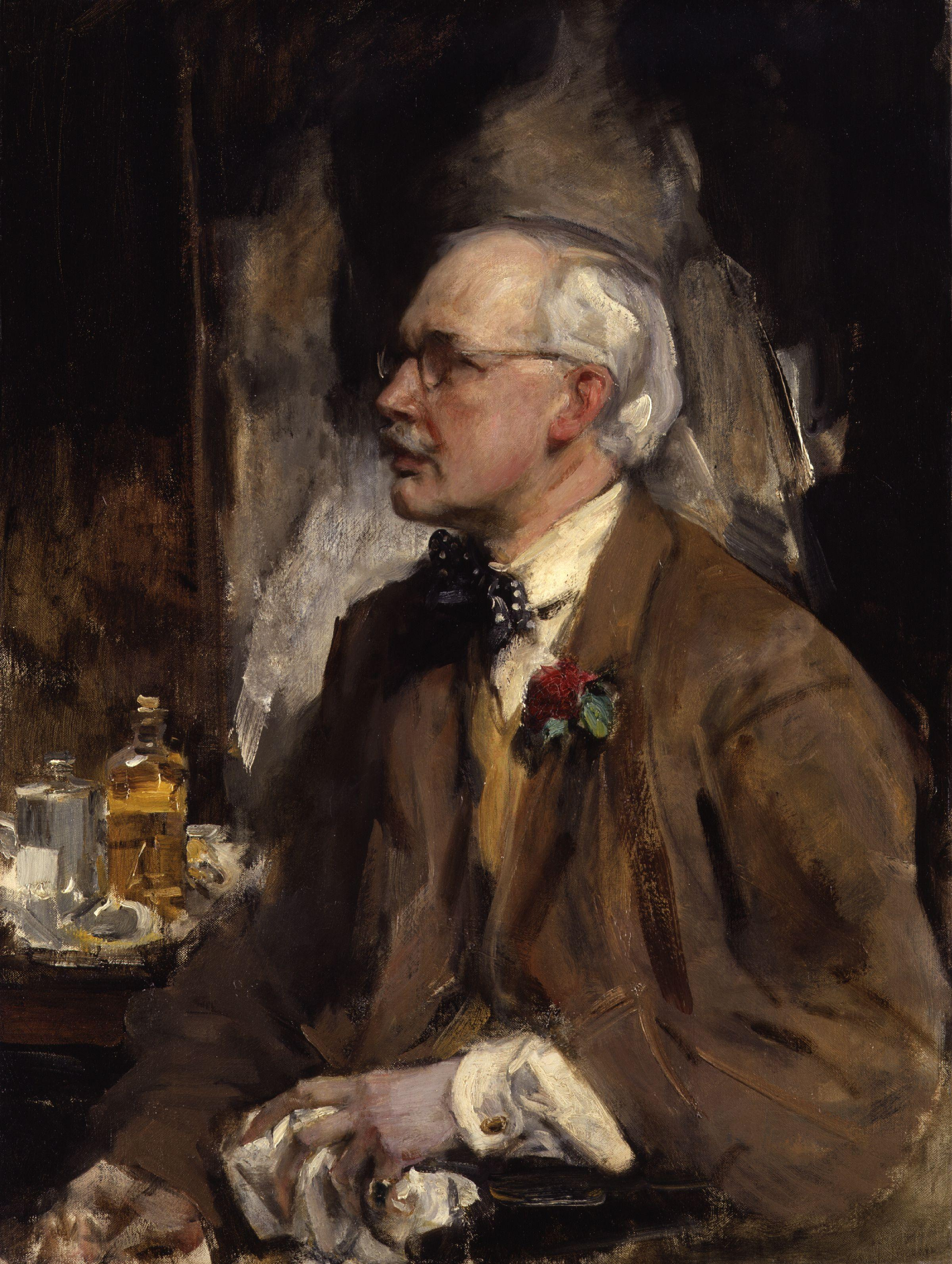
Zelfportret van James Jebusa Shannon, 1919

Sir James Jebusa Shannon (New York, 3 februari 1862 – Londen, 6 maart 1923), was een Engels-Amerikaans kunstschilder, vooral bekend om zijn portretten.

## Leven en werk
Shannon werd geboren in New York, verhuisde met zijn familie op achtjarige leeftijd naar Canada en ging op zijn zestiende naar Engeland, waar hij kunst studeerde aan de Kensington School of Art, waar hij leerling was van Edward Poynter. Hij trok de aandacht als portret- en figuurschilder en exposeerde in 1881 en 1887 bij de Royal Academy of Arts. Ook internationaal trok hij de aandacht en won prijzen en medailles te Parijs, Berlijn en Wenen. Hij groeide uit tot een van de meest vooraanstaande portretschilders in het Londen van rond 1900, had er een groot atelier in Holland Park Road en was medeoprichter van de Royal Society of Portrait Painters. In 1897 werd hij ‘associate’ van de Royal Academy en in 1909 werd hij tot ridder geslagen.
Shannon schilderde tussen 1891 en 1896 en later ook nog aan het begin van de twintigste eeuw, regelmatig in Nederland, vooral tijdens de zomervakanties. Hij verbleef dan bij zijn vriend George Hitchcock, die in Egmond aan Zee een zomerschool was gestart.
De populariteit van Shannon was vooral te danken aan het feit dat zijn schilderijen beantwoordden aan de elegante estheticistische smaak van zijn tijd. Hij combineerde de compositorische elementen van de academische kunst met een zekere bravoure in stijl, vaak tot uitdrukking komend in een losse, impressionistisch aandoende, gebroken penseelhantering. Naast zijn portretten maakte hij ook wel allegorische werken in de stijl van de prerafaëlieten.
Werk van Shannon is momenteel onder andere te bezichtigen in de 'National Gallery of British Art' te Londen, de 'Derby Museum and Art Gallery', het 'Glasgow Museum' en het 'Bradford Museum'.

## Hollandse werken

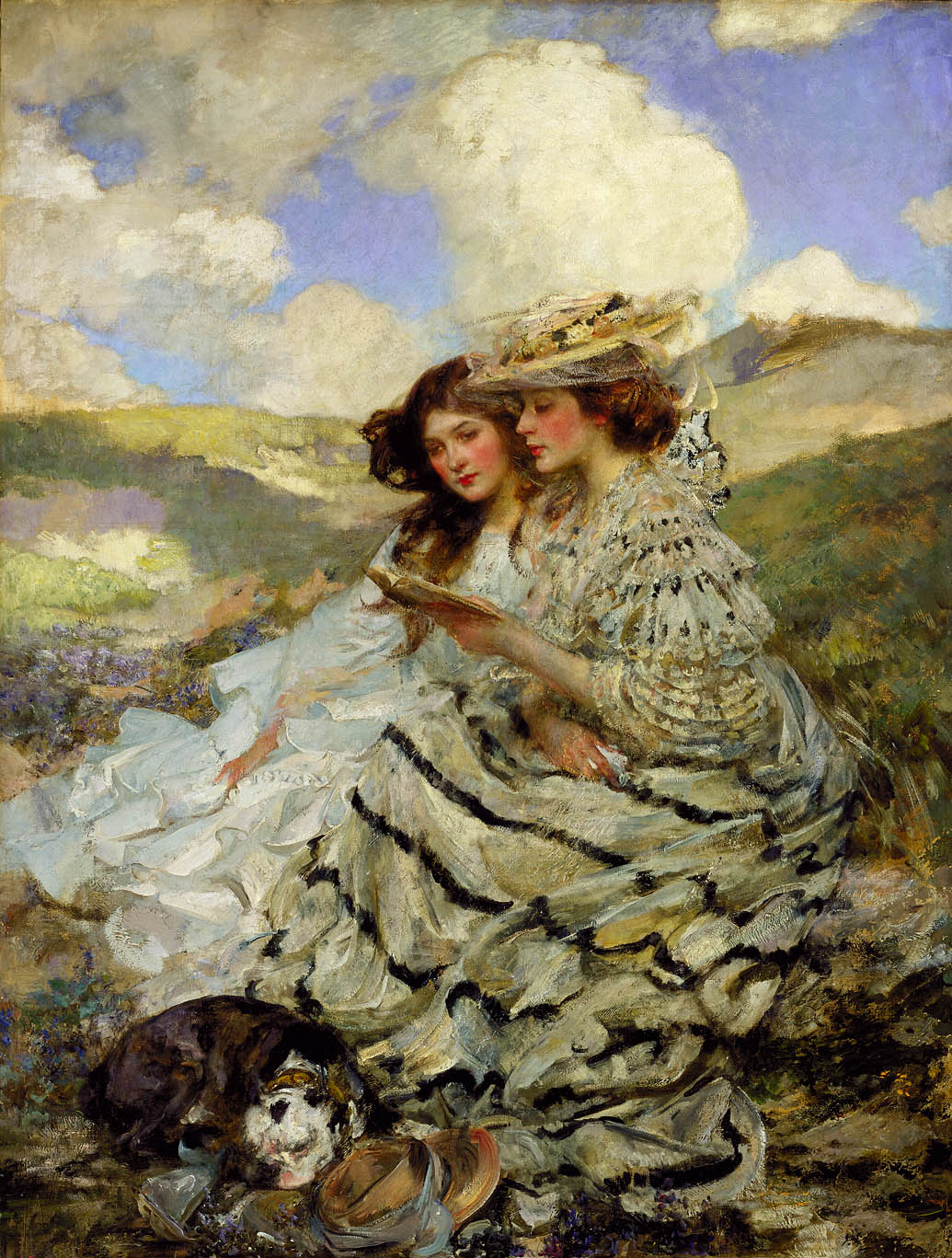
On the Dunes (Shannons vrouw Florence en zijn dochter Kitty in de duinen bij Egmond)
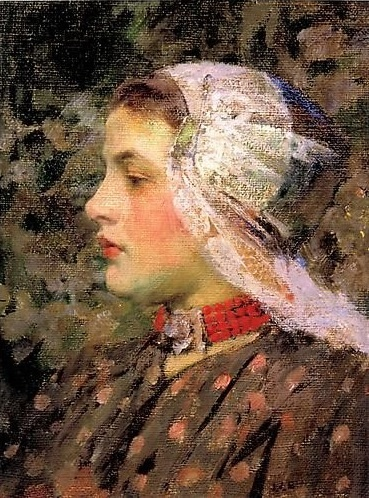
Portrait of a Dutch girl (Dirkje), 1891-1896
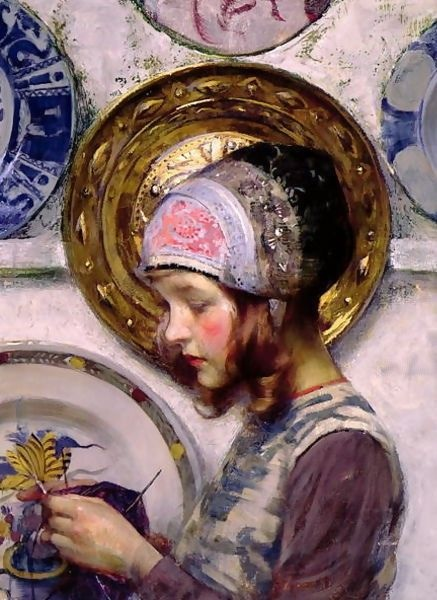
The purple Stocking, 1894
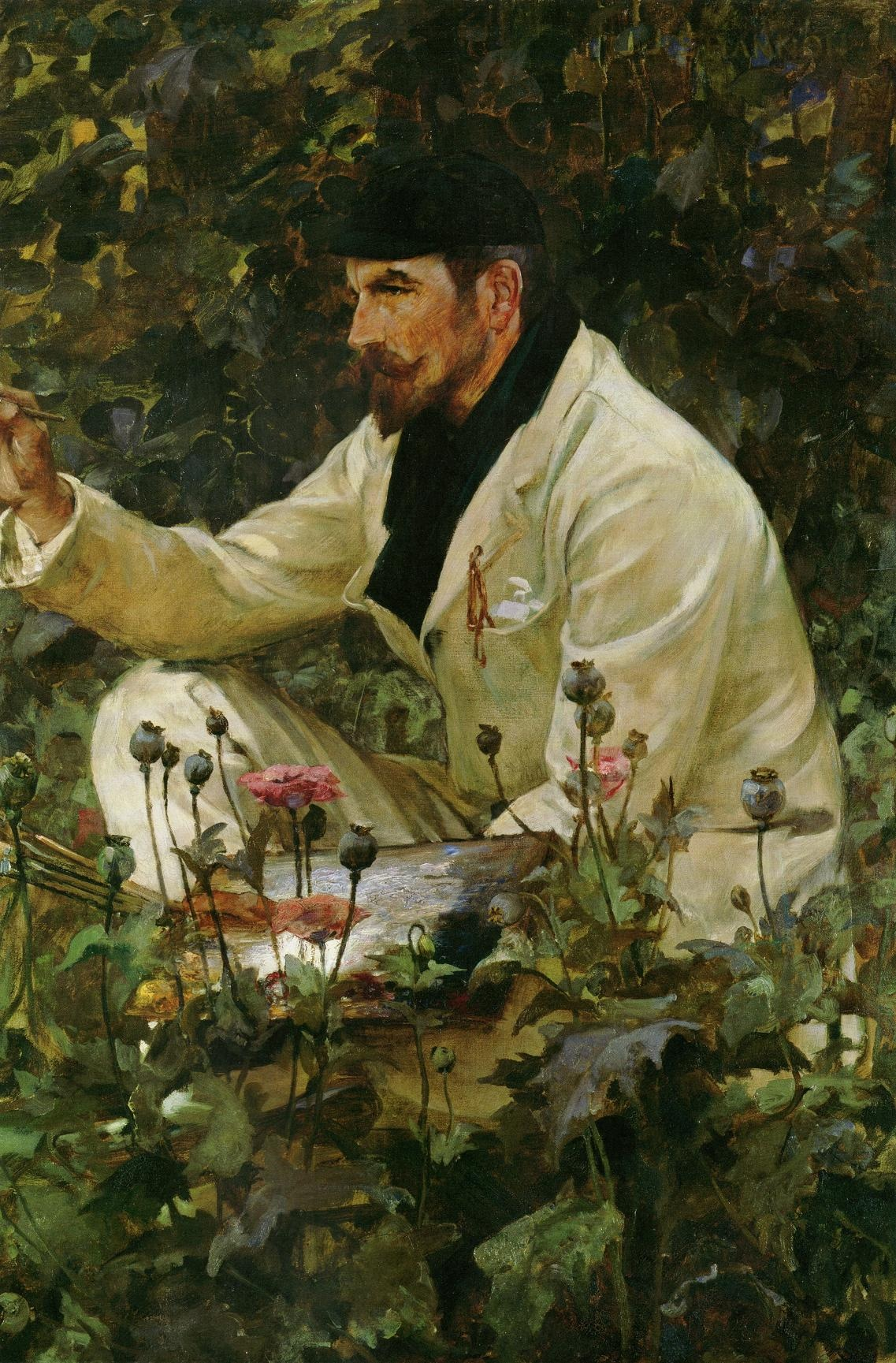
George Hitchcock in his garden in Egmond, 1891-1896

## Galerij

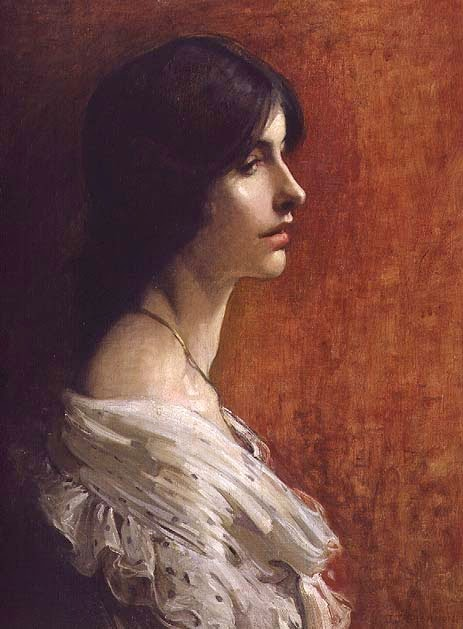
Portrait of a Young Lady, 1897
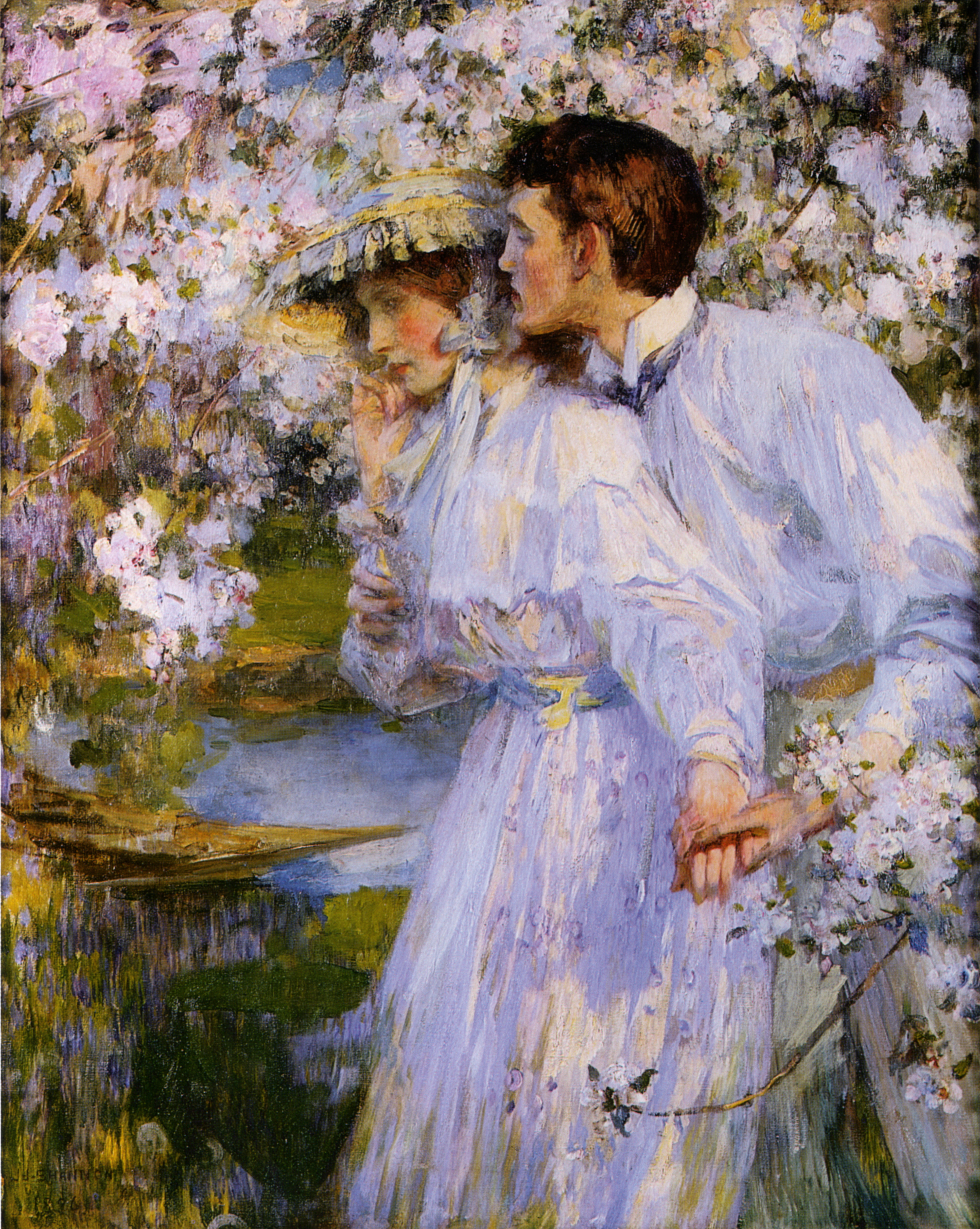
Springtime, 1896
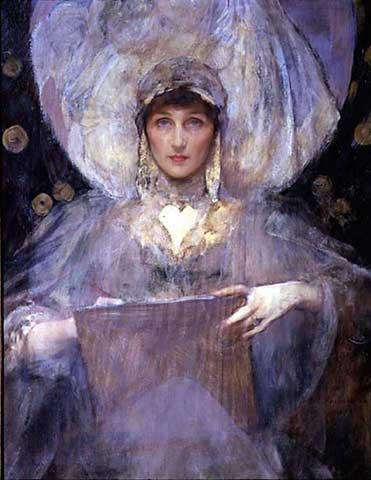
Lady Violet Manners, Duchess of Rutland
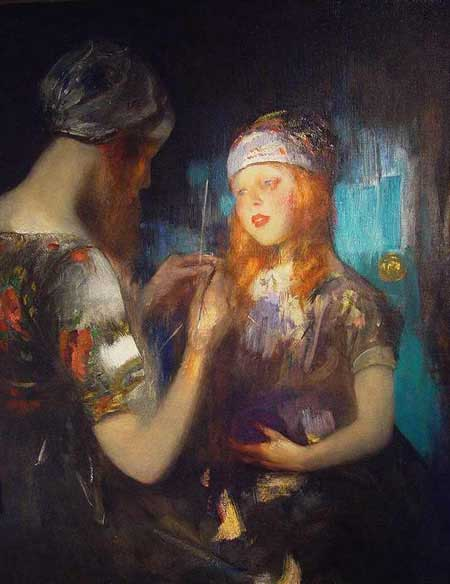
Knitting, Nora Ward and Kitty Shannon
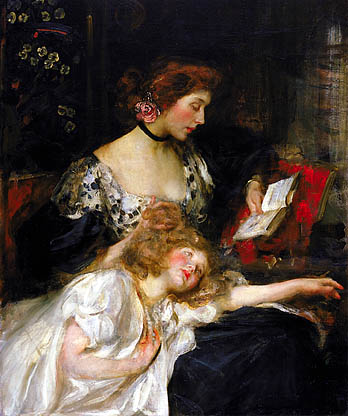
Mother and Child (Lady Shannon en Kitty), 1900
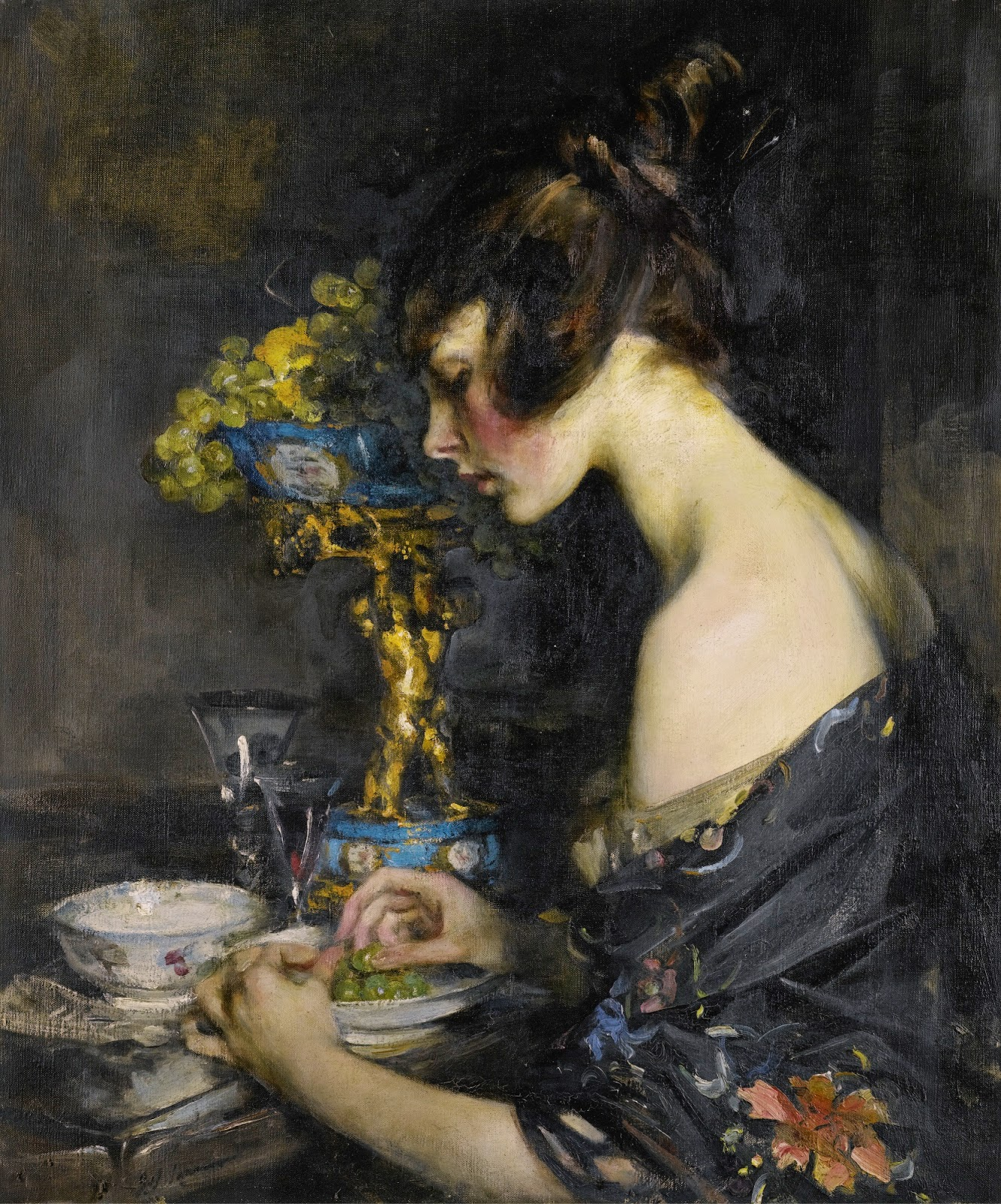
The Sèvres Vase